# Thrichomys
Thrichomys  — рід гризунів родини щетинцевих. Мешкають у Бразилії та Парагваї. Усі види роду показують дуже малу морфологічну варіацію і цей рід розглядали як такий, що складається з одного виду. Однак нещодавно цей погляд був змінений на основі морфологічних та цитогенетичних даних. Цитогенетичні аналізи виявили розходження в каріотипах цих видів Також види розділені географічно й займають різні середовища проживання..

## Морфологія

### Морфометрія
Довжина голови й тіла: 225—256 мм, довжина хвоста: 182—226 мм, середня вага: 339 грам.

### Опис
Хутро густе й м'яке, спина сіро-коричнева, нижня частина тіла білувата. Під і над очима білі області, також латки білого волосся є біля основи вух. Вуха покриває біле тонке волосся. Вібриси довгі тонкі, сягають лопаток. Присутній незначний статевий диморфізм: самки трохи менші в розмірах. Самки мають чотири молочні залози.

## Систематика
- Рід Thrichomys
  - Thrichomys apereoides
  - Thrichomys inermis
  - Thrichomys pachyurus